# Haft Darān
Haft Darān (persiska: هفت دران, Hafdarān) är en ort i Iran.   Den ligger i provinsen Östazarbaijan, i den nordvästra delen av landet, 500 km nordväst om huvudstaden Teheran. Haft Darān ligger 1 875 meter över havet och antalet invånare är 130.
Terrängen runt Haft Darān är kuperad åt nordväst, men åt sydost är den bergig. Runt Haft Darān är det ganska glesbefolkat, med 27 invånare per kvadratkilometer. Närmaste större samhälle är Afshord, 9,5 km väster om Haft Darān. Trakten runt Haft Darān består i huvudsak av gräsmarker.